# Taifong Ladies Open
Het Taifong Ladies Open is een jaarlijks golftoernooi in Taiwan, dat deel uitmaakt van de Taiwan LPGA Tour. Het maakte ook deel uit van de Ladies Asian Golf Tour, van 2011 tot 2014. Het werd opgericht in 2008 en vindt sindsdien telkens plaats op de Taifong Golf Club in Changhua.
Van 2008 tot 2010 stond het toernooi alleen op de kalender van de Taiwan LPGA Tour. Sinds 2011 staat het ook op de kalender van de Ladies Asian Golf Tour. Het wordt gespeeld in drie ronden (54-holes) en na de tweede ronde wordt de cut toegepast.

## Winnares
| Jaar | Winnares      | Score         | Score         | Info          |
| ---- | ------------- | ------------- | ------------- | ------------- |
| 2008 | Teresa Lu     | 213           | –3            |               |
| 2009 | Teresa Lu     | 217           | +1            |               |
| 2010 | Yani Tseng    | 219           | +3            |               |
| 2011 | Yani Tseng    | 218           | +2            |               |
| 2012 | Teresa Lu     | 207           | –9            | [ 1 ]         |
| 2013 | Geen toernooi | Geen toernooi | Geen toernooi | Geen toernooi |
| 2014 | Yani Tseng    | 215           | –1            | [ 2 ]         |
| 2015 | Kuo Ai-Chen   | 209           | –7            |               |

| Toernooirecord |

 Hitachi Ladies Classic ·
 Taifong Ladies Open ·
 TLPGA & Royal Open ·
 TLPGA Ladies Open I ·
 Mercuries Life Insurance Heritage Tour ·
 Chung Cheng Heritage Tour-spring ·
 Swinging Skirts LPGA Classic ·
 TLPGA Heritage Tour ·
 Yeangder Open ·
 KENDA Tires Open ·
 TLPGA Ladies Open II ·
 TLPGA Ladies Open III ·
 JING-DU Construction Open ·
 TLPGA & Tsai Hsing Heritage Tour ·
 TLPGA Ladies Open IV ·
 CTBC Ladies Open ·
 Party Golfers Open ·
 Fubon Taiwan Championship ·
 Chung Cheng Heritage Tour-autumn